# 노리코, 서울에 가다
《노리코, 서울에 가다》는 2011년 9월 10일에 KBS 2TV에서 방영된 추석 특집 드라마이다.

## 등장 인물

### 주요 인물
- 이홍기 : 김민하 역
- 타카시마 레이코 : 모리 노리코 역

### 그 외 인물
- 김지영 : 삼월 역
- 이쿠라 마나미 (伊倉愛美) : 미유키 역
- 오용 : 상철 역
- 카츠무라 마사노부 : 히로시 역
- 한정원 : 소라 역
- 임종인 : 우진 역
- 메이비 : 준코 역
- 류시원 : 김현재 역
- 타니 루미코 : 하루카 역
- 아베 미호코 : 나츠미 역
- 김선화 : 우진 모 역
- 손은서 : 라디오 DJ 역
- 이창용 : 심사위원 역
- 남성준
- 이아람: 희영 역